# アサンプション国際幼稚園
こども園 アサンプション国際幼稚園（こどもえん あさんぷしょんこくさいようちえん、英称 Assumption Kokusai Kindergarten）は、大阪府箕面市如意谷一丁目にある私立幼稚園。
「アサンプション」は設立母体の修道会の名称（聖母被昇天修道会、仏称：Religieuses de l'Assomption、英称：Religious of the Assumption）であり、カトリックの教義である聖母の被昇天（Assumption of Mary）に由来する。

## 概要
フランス・パリに本部を置く聖母被昇天修道会により運営されるカトリックミッションスクールの幼稚園。
大阪・北摂のカトリック系幼稚園では最も創立が古く、モンテッソーリ教育も早くから実践してきた。
系列校のアサンプション国際小学校・中学校・高等学校とは敷地は別だが、聖堂など一部の施設を共用している他、アサンプション・チャリティ・デーなど合同で催す行事もある。

## 沿革
- 1839年  -   フランス・パリで聖マリ・ウージェニ―（英語版）により聖母被昇天修道会が創立される。
- 1952年  -  5人のシスターが来日。
- 1953年  -  豊能郡箕面町大字如意谷（現在地）に修道院を開設[1]。同年、学校法人被昇天学園を創立し、幼稚園開園(初代園長シスターセシリア・イネス)[2]。
- 1973年  -  現在地に移転。
- 1987年  -  学校法人名改称に伴い、聖母被昇天学院幼稚園に名称変更。
- 2018年  -  聖母被昇天学院幼稚園の名称から、現園名に変更。

## 所在地
大阪府箕面市如意谷一丁目10番11号

## 交通
- 阪急箕面線 箕面駅 北へ約1km。
- 阪急バス 聖母被昇天学院前、第二中学校口、如意谷住宅前、萱野三平前の各バス停

通園時にはスクールバスを運行している（運行エリアは箕面市南部を中心に豊中市北部、吹田市北部、池田市北部、茨木市北西端にまたがる）。
電車通園の場合は阪急箕面駅などからスクールバスを利用する。

## 著名な出身者
- 西川かの子 - タレント
- 宝生舞 - 元女優
- 青山季可 - バレリーナ(牧阿佐美バレエ団プリンシパル)
- 夏目三久 - 元日本テレビアナウンサー
- 吉田胡桃 - アーティスティックスイミング選手（2012年ロンドンオリンピック、2016年リオデジャネイロオリンピック日本代表。リオ五輪チーム銅メダリスト）

## 系列校
- アサンプション国際小学校・中学校・高等学校

## 姉妹校
- マリア幼稚園 (香川県高松市。学校法人高松聖母被昇天学院)